# 栗喉鵙鹛
栗喉鵙鹛（学名：Pteruthius melanotis）为鶲科鵙鹛属的鸟类。分布于尼泊尔、不丹、印度、孟加拉、缅甸、泰国、老挝、越南、马来半岛以及中国大陆的云南等地，常见于常在茂密森林中的高大树木上和灌木林中活动以及有时也活动于林间开阔地、小溪旁和林间空旷草地上。该物种的模式产地在喜马拉雅山脉地区Terai。

## 亚种
- 栗喉鵙鹛指名亚种（学名：Pteruthius melanotis melanotis）。分布于尼泊尔、不丹、印度、孟加拉、泰国、缅甸、老挝、越南以及中国大陆的云南等地。该物种的模式产地在喜马拉雅山脉地区德赖平原。[2]